# دهستان سومرپالو
دهستان سومرپالو (به لاتین: Sõmerpalu Parish) یک دهستان در استونی بود که در شهرستان وورو واقع شده‌بود.

## خصوصیات
دهستان سومرپالو ۱۸۱٫۹۳ کیلومترمربع مساحت و ۱٬۸۷۴ نفر جمعیت دارد.